# Helicotylenchus canadensis
Helicotylenchus canadensis är en rundmaskart. Helicotylenchus canadensis ingår i släktet Helicotylenchus, och familjen Hoplolaimidae. Arten är reproducerande i Sverige.